# Nezabylice
Nezabylice jsou obec v okrese Chomutov v Ústeckém kraji. Stojí v Mostecké pánvi v nadmořské výšce 270 metrů, šest kilometrů jihovýchodně od Chomutova. Žije v nich 282 obyvatel. Okolní krajina byla osídlena již v pravěku, ale samotná vesnice je známá až ze druhé poloviny čtrnáctého století. Zpočátku bývala samostatným panstvím, ale později patřila k chomutovskému nebo červenohrádeckému panství. Její obyvatelé se živili především zemědělstvím a zemědělský charakter okolní krajiny stále přetrvává.

## Název
Název obce je odvozen z osobního jména Nezabyl ve významu ves lidí Nezabylových – Nezabyliců. V historických pramenech se uvádí ve tvarech: in Nezabilicz (1378) in villa Nezabyliczich (1383), w Nezabizliczich (1431), in Nezabyliczich (1445), Nezabylicze (1542), Nezabiehlicze (1574), Nezabiehlicze (1606), Neosablitz (1787), Neosablitz a Nezabiehlitz (1846).

## Historie

### Pravěk
V roce 2010 bylo jihovýchodně od Hořeneckého lesíku objeveno germánské pohřebiště z doby římské. Archeologický výzkum neinvazivními metodami zde na ploše 3,1 hektarů odhalil desítky až stovky objektů, které mohly být žárovými hroby. Později bylo prozkoumáno 75 objektů, z nichž bylo padesát hrobů ze starší doby římské (1.–2. století). Bylo z nich vyzvednuto velké množství bronzových a železných předmětů poškozených žárem (stočené meče, puklice a držadla štítů, spony aj.). Za výjimečný nález je považován nález jednoho kostrového hrobu ze stejné doby s velmi kvalitní pohřební výbavou importovanou z římské říše.
Přítomnost lidí ve starších obdobích dokládají nálezy dvou kostrových hrobů. Jedním z nich je dětský pohřeb uložený v kamenné skříňce datovaný do období středodunajské mohylové kultury. Druhý hrob spadá do okruhu kultury se šňůrovou keramikou. Tvořila jej dřevěná podpůrná konstrukce se stěnami z nasucho kladených kamenů a zakrytá dřevěným krytem opatřeným pláštěm z valounů, který se časem zřítil a způsobil silné poškození kostry. Na základě analogií lze předpokládat, že nad hrobem bývala mohyla o průměru přibližně patnáct až dvacet metrů.

### Středověk a novověk
První písemná zmínka o Nezabylicích pochází z roku 1378. V té době stálo ve vesnici několik usedlostí a snad i tvrz. Vesnice nebo její část tehdy patřila pánům ze Šumburku a žili v ní jejich manové. K nejstarším známým držitelům jednotlivých dílů patřili v osmdesátých letech čtrnáctého století Odolen, Přibík, Štěpán a Zvěst Mlynec. Roku 1455 vesnici koupil Jiřík z Mašťova, po kterém se zde vystřídalo několik majitelů, mezi které patřili Jan Jiskra z Plotiště a jeho syn, až ji roku 1540 koupili Boryňové ze Lhoty a po roce 1572 Ferdinand z Renšperka.
Roku 1578 vesnici koupil Bohuslav Felix Hasištejnský z Lobkovic a připojil ji k chomutovskému panství. Za jeho vlády se na panství rozšířilo protestantství. Když zemřel, rozdělili si jeho synové majetek a Chomutov s Nezabylicemi připadl Bohuslavu Jáchymovi z Lobkovic, který ho po smrti manželky vyměnil roku 1588 se svým příbuzným Jiřím Popelem z Lobkovic. Ten na Chomutovsku zahájil proces rekatolizace. V roce 1594 byl obviněn z velezrady, a majetek mu byl zabaven. Rozsáhlé panství bylo pro snazší prodej královskou komorou rozděleno na tři části. Nezabylice byly připojeny k červenohrádeckému panství, které v roce 1605 koupil Adam Hrzán z Harasova († 1619). Kupní smlouva v Nezabylicích uvádí dvanáct poddaných a cenu 12 575 kop a 50 grošů.
Zdejší tvrz je poprvé zmiňována roku 1574, ale jiné prameny uvádějí až rok 1622. Opuštěna byla asi během třicetileté války a její zbytky se zachovaly ve zdech bývalého hospodářského dvora.
V průběhu třicetileté války vesnice značně utrpěla a ještě v období 1650–1655 byly některé statky popisovány jako pusté. Podle berní ruly z roku 1654 ve vsi žili čtyři sedláci, sedm chalupníků a čtyři poddaní bez většího majetku. Celkem jim patřilo patnáct potahů, sedmnáct krav, šestnáct jalovic 46 ovcí, 33 prasat a osm koz. Majitelé panství po Adamu Hrzánovi nejsou zcela jasní. Až v roce 1655 byla vesnice součástí líčkovského panství. Následovalo další období nejasných majetkových převodů, během kterého se Nezabylice na krátkou dobu staly samostatným panstvím, k němuž patřily i Všehrdy a vesnice Zeleč. V roce 1701 patřila znovu k Líčkovu. Hrabě Wahl, majitel panství, je později v roce 1714 prodal červenohrádeckým Lichtenštejnům.
Roku 1780 vypukl požár, ve kterém shořelo devět usedlostí a dva židovské domy. Další negativní událostí byla epidemie cholery v roce 1866. Na konci devatenáctého století se většina obyvatel živila zemědělstvím: chovem dobytka a pěstováním cukrové řepy, kterou prodávali do Údlic. Někteří pracovali ve dvou cihelnách.

### Novodobé dějiny
Během druhé světové války fungoval od roku 1939 v budově hájovny vzdálené jeden kilometr od vesnice zajatecký tábor. Zpočátku v něm bylo internováno padesát zajatců z Polska, později je vystřídali Francouzi a na konci války zajatci z východní Evropy, mezi nimiž bylo patnáct žen.

## Přírodní poměry
Nezabylice stojí šest kilometrů jihovýchodně od Chomutova. Obec má jediné stejnojmenné katastrální území o rozloze 6,69 km², ve kterém stojí také Hořenec. Sousedními obcemi jsou Údlice na severu, Bílence na východě, Hrušovany na jihu a Všehrdy na západě.
Většinu celkové rozlohy obce v roce 2016 pokrývala zemědělská půda. Její dominantní složkou byla orná půda (525 hektarů) a zbytek připadl na zahrady (čtyři hektary) a trvalé travní porosty (sedmnáct hektarů). Lesy pokrývaly třicet hektarů a vodní plochy pouze čtyři hektary. Roku 2015 byl koeficient ekologické stability 0,09, což oblast řadí mezi území s maximálním narušením přírodních struktur, jejichž ekologické funkce musí být nahrazovány technickými zásahy.
Geologické podloží katastrálního území tvoří miocenní písky, štěrky, jíly a podřadné uhelné sloje. V geomorfologickém členění Česka oblast leží v geomorfologickém celku Mostecká pánev a podcelcích Chomutovsko-teplická a Žatecká pánev. V katastrálním území se stýkají čtyři geomorfologické okrsky. Samotná vesnice včetně Hořence stojí v Údlické kotlině. Jižně od toku Hačky se rozkládá Březenská pánev a území jihovýchodně od Hořence patří k Blažimské plošině. Severovýchodní část území leží v Jirkovské pánvi. Osu území tvoří tok Chomutovky, do které se v Hořenci vlévá Hačka. Reliéf od řeky mírně stoupá směrem k severu a jihu. Jeho nejvyšším bodem je nevýrazné návrší jihozápadně od Hořeneckého lesíka s nadmořskou výškou 318 metrů. Nejnižší bod se nachází u hladiny Chomutovky mezi Hořencem a Bílenci ve výšce 260–270 metrů.
Z půdních typů se severně od Chomutovky vyskytují smonice modální, ale jižně od řeky převažují černozemě narušené ostrůvkovitým výskytem pelozemě, která se vytvořila jihozápadně od Hořeneckého lesíka na slínovém podloží.

## Obyvatelstvo
Při sčítání lidu v roce 1921 zde žilo 224 obyvatel (z toho 122 mužů), z nichž bylo patnáct české a 195 německé národnosti a čtrnáct cizinců. Všichni patřili k římskokatolické církvi. Podle sčítání lidu z roku 1930 měla vesnice 268 obyvatel: 123 Čechů, 141 Němců, jednoho obyvatele jiné národnosti a tři cizince. Ve vyznání převažovali římští katolíci, ale dvanáct lidí bylo členy evangelických církví, pět se jich hlásilo k jiným neuvedeným církvím a jedenáct bylo bez vyznání.
|                                                        | 1869 | 1880 | 1890 | 1900 | 1910 | 1921 | 1930 | 1950 | 1961 | 1970 | 1980 | 1991 | 2001 | 2011 | 2021 |
| ------------------------------------------------------ | ---- | ---- | ---- | ---- | ---- | ---- | ---- | ---- | ---- | ---- | ---- | ---- | ---- | ---- | ---- |
| Obyvatelé                                              | 211  | 212  | 213  | 213  | 222  | 224  | 268  | 155  | 161  | 218  | 215  | 124  | 132  | 119  | 151  |
| Domy                                                   | 27   | 29   | 34   | 36   | 35   | 28   | 40   | 28   | 61   | 34   | 36   | 37   | 30   | 39   | 56   |
| Data z roku 1961 zahrnují i domy místní části Hořenec. |      |      |      |      |      |      |      |      |      |      |      |      |      |      |      |

## Obecní správa
Od roku 1850 byly Nezabylice samostatnou obcí s místní částí Hořenec. O samostatnost přišly v roce 1960, kdy byly připojeny k sousedním Údlicím. Od 24. listopadu 1990 jsou opět obcí s částí obce Hořencem.

### Zastupitelstvo a starosta
Dne 22. května 1938 se konaly volby do obecních zastupitelstev. Z rozdělených 228 hlasů v Nezabylicích získaly 209 hlasů Sudetoněmecká strana, 84 hlasů Německá sociální demokracie, KSČ nezískala žádný hlas a 35 hlasů dostaly jiné české strany.
V místních volbách se volí devět členů obecního zastupitelstva. Ve volbách do obecního zastupitelstva na funkční období 2014–2018 byla volební účast v obci 84,3 %. Šest zvolených zastupitelů bylo členy sdružení Pro Nezabylice a tři patřili ke sdružení PALMZ nad LaN. Starostkou je Marcela Jarošová.

### Obecní symboly
Znak a vlajka byly obci uděleny rozhodnutím předsedy Poslanecké sněmovny Parlamentu České republiky dne 4. června 1998.

## Hospodářství
Na západním okraji vesnice stojí Motorest Na Seníku a Motel a restaurace ŽAKO.

## Doprava
Nezabylice leží na křižovatce silnic třetí třídy č. 25116 a 00727. První vede od Přečapel do Velemyšlevsi, zatímco druhá spojuje střed vesnice se silnicí silnici druhé třídy č. 607. Ve vesnici se nachází zastávka autobusové linkové dopravy. Nejbližší železniční stanice je Březno u Chomutova na trati Lužná u Rakovníka – Chomutov vzdálená přibližně pět kilometrů. Chomutovská stanice na trati Chomutov–Cheb jsou asi sedm kilometrů daleko. Po silnici je značena cyklotrasa č. 3034 z Chomutova do Března u Postoloprt.

## Školství
Zatímco na počátku dvacátého století v Nezabylicích dominovalo německé obyvatelstvo, v roce 1930 dosáhl podíl Čechů 28 %. Už v roce 1924 proto byla otevřena jednotřídní česká škola, zrušená v průběhu druhé světové války. Po válce byla škola obnovena a vydržela až do školního roku 1973/1974. Potom ve vsi zůstala jen mateřská škola uzavřená roku 1990 a později znovu obnovená.